# Stefano Mauri
Stefano Mauri, italijanski nogometaš, * 8. januar 1980, Monza, Italija
Mauri je nekdanji nogometni vezist. V svoji karieri je nastopal tudi za Medo, Modeno, Brescio, Udinese in Lazio.